# Turnerkamp
Turnerkamp (wł. Cima di Campo) – szczyt w Alpach Zillertalskich, w Alpach Wschodnich. Leży na granicy między Austrią (Tyrol) a Włochami (Trydent-Górna Adyga).
Szczyt ten nie jest zbyt często odwiedzany, ponieważ zwykle zainteresowanych bardziej przyciągają Hochfeiler, Großer Möseler i Schwarzenstein. Turnerkamp leży dość blisko Großer Möseler (na zachodzie) i Schwarzenstein (na wschodzie). Ma piramidalny kształt; na jego zboczach leżą 4 lodowce: Hornkees i Waxeckkees po stronie austriackiej oraz Oestlicher Nevesferner (Ghiacciaio Orientale di Neves) i Trattenbachkees (Vedretta di Dentro) po stronie włoskiej.
Data pierwszego wejścia jest niepewna. Niektóre źródła podają, że miało ono miejsce w roku 1865 (J. Kirchler), inne, że w 1872 (Hudson, Taylor i Pendleburg). Pierwsze wejście normalną drogą miało miejsce w 1874 r. (T. Harpprecht, Seyerlen i Dangl).